# 3,4-亞甲二氧-N-丁基苯丙胺
亚甲二氧丁基苯异丙胺（或稱MDBU、3,4-亞甲二氧-N-丁基苯丙胺），是一种鲜为人知的致幻剂。也是3,4-亚甲二氧基苯丙胺（MDA）的N-丁基衍生物。亚历山大·舒尔金是第一個合成出MDBU的科學家，在他的著作《PiHKAL》中，藥物的最小剂量为40毫克，藥效時間未知。MDBU對人體作用極微，甚至沒有。MDBU的药理特性、代谢及毒性数据極少。